# Husbloss

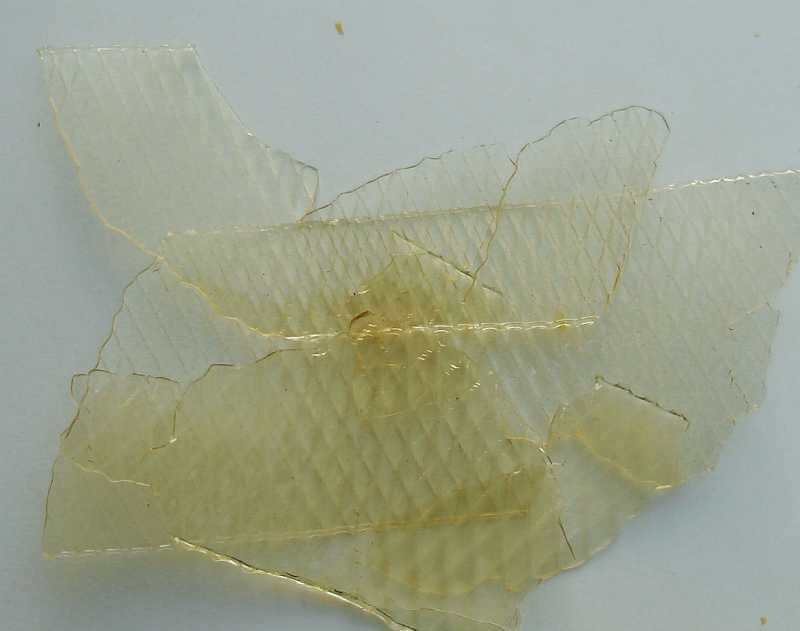
Husbloss.

Husbloss (Ichthyocolla, Colla piscium) är ett limpreparat som ursprungligen erhölls av simblåsorna hos åtskilliga arter av störartade fiskar.
Det var särskilt hus, beluga, som lämnade detta preparat, och av denna arts namn har benämningen husbloss (husblåsa) uppkommit. Även flera andra störarter ger detta lim, som till exempel rysk stör. Idag är de flesta störarter skyddade och därför används ofta simblåsor av andra fiskar.
Man tillverkar husbloss genom att de färska simblåsorna uppklistras, rensköljs, utspänns på bräden och får halvtorka i solen, varefter ett yttre lager (muskelhinnan) borttas och det kvarsittande inre lagret får ytterligare torka. Denna hinna sönderskärs sedan i trådar eller formas till blad, lösa eller hophäftade till böcker.
Den bästa sorten (från Ryssland) består av tunna blad, som är vita eller svagt gulaktiga och något iriserande vid påfallande ljus. Gott husbloss bör till största delen lösas i kokande vatten, får ej ha smak eller lukt av fisk eller svavel (blekt med svavelsyrlighet). En del husbloss löst i 24 delar kokande vatten stelnar vid avsvalning till en gelé, som sedan hårdnar till lim. Inom medicinen har husbloss ersatts av vanligt rent lim, gelatin. Med fisklim, som förr ofta ansetts vara identiskt med husbloss, menas numera vanligen ett lim berett på simblåsa, skinn eller tarmar från vissa andra fiskar, till exempel abborrlim.
Husbloss används också för att få överjästa öl som ale att klarna.